# 羅特河 (楚薩姆河支流)
48°24′25.5″N 10°35′35.5″E / 48.407083°N 10.593194°E

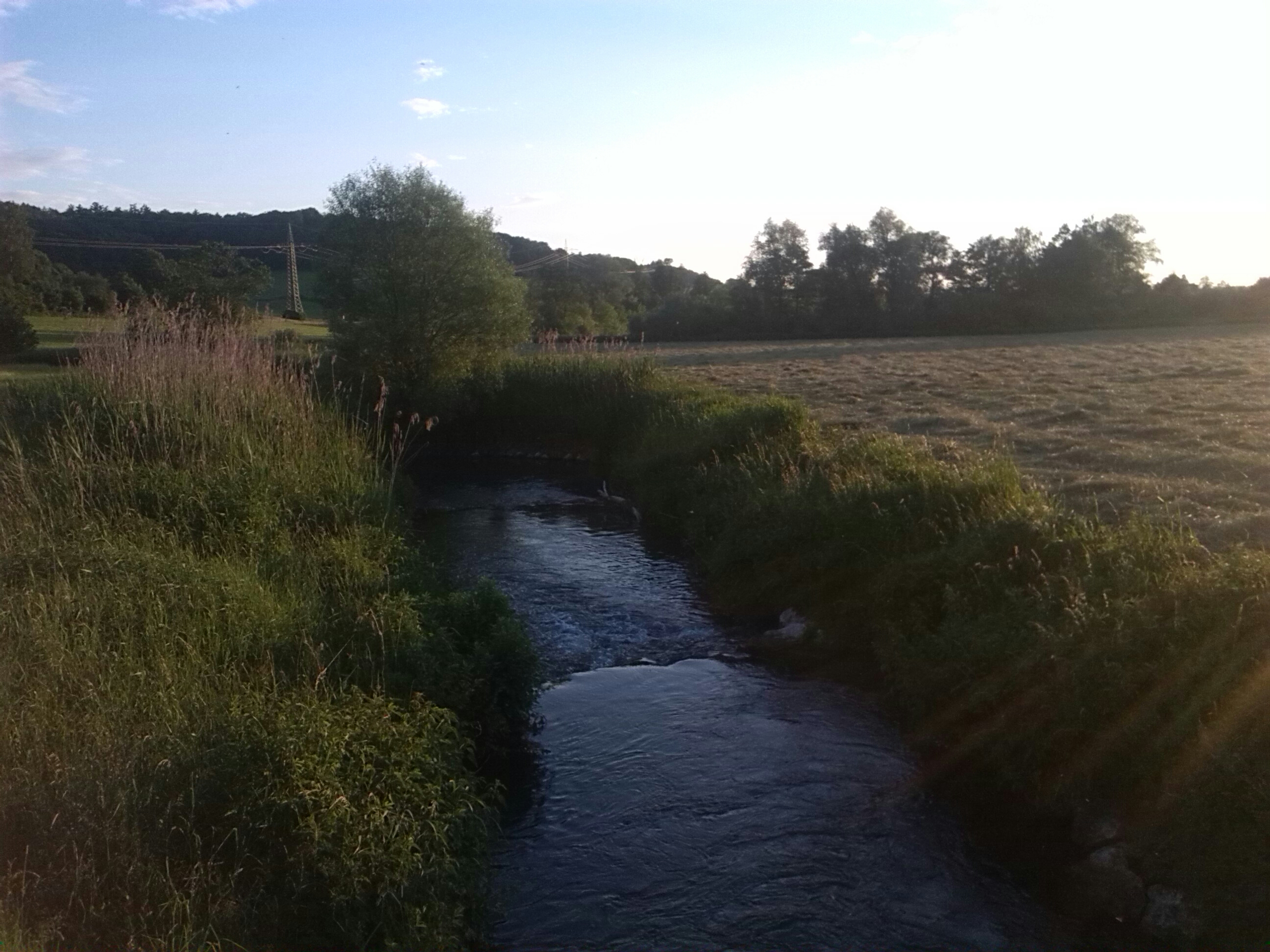

羅特河是德國的河流，位於該國東南部，由巴伐利亞負責管轄，屬於楚薩姆河的右支流，河道全長12.9公里，發源自庫岑豪森，河口處在楚斯馬斯豪森附近。